# Campeonato Panamericano Junior de Taekwondo
El Campeonato Panamericano Junior de Taekwondo (PATU Junior Championships) es el máximo evento del continente Americano para atletas de Taekwondo de entre 14 y 17 años. Se efectúa desde el 2001, es organizado cada año impar por la
El Panamericano Junior está reservado para los mejores 10 atletas femeninos y masculinos de cada nación miembro de la PATU y las categorías en disputa son: Fin, Fly, Bantam, Feather, Light, Welter, Light Middle, Middle, Light Heavy y Heavyweight.
Al final del campeonato, en cada una de las categorías de peso se entregan 4 medallas, un Oro, una Plata y dos Bronces, quedando definido así los cuatro mejores atletas juveniles del continente para cada categoría.
Este campeonato al estar avalado por la Pan American Taekwondo Union (PATU) y por la World Taekwondo Federation (WTF) es el primer Torneo Oficial Internacional en que un atleta Junior de Taekwondo puede participar en representación de su país. Cada año ha ido creciendo en cuanto al número de naciones participantes.

## Categorías
Los respectivos pesos de estas categorías son:

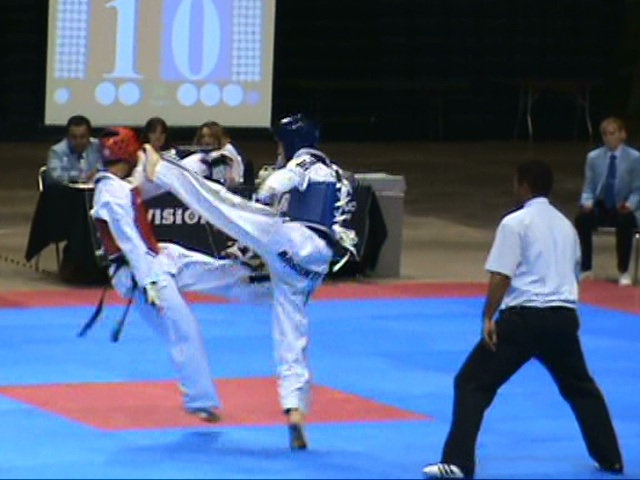
Combate entre Argentina (azul) y Estados Unidos (rojo) en el Panamericano Junior 2007.

- Masculinos
  - Heavy: sobre los 78 kg

- Femeninos

## Historia del Campeonato Panamericano Junior de Taekwondo
El 1er Campeonato Panamericano Junior de Taekwondo (1st PATU Junior Championships) se realizó en la ciudad de Viña del Mar, Chile, del 20 al 22 de septiembre de 2001, y contó con la presencia de 14 naciones (Argentina, Aruba, Bolivia, Brasil, Colombia, Chile, República Dominicana, Ecuador, Guatemala, México, Paraguay, Perú, Uruguay, Islas Vírgenes).

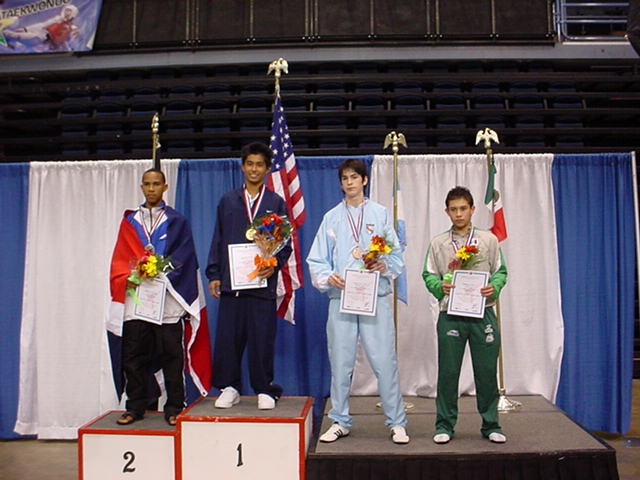
Premiación 4º Panamericano Junior 2007, Daytona Beach, Estados Unidos.

El 2.º Campeonato Panamericano Junior de Taekwondo (2nd PATU Junior Championships) se realizó en Río de Janeiro del 28 de octubre al 1 de noviembre de 2003, contó con la participación de 14 países (Antillas Neerlandesas, Argentina, Aruba, Brasil, Canadá, Colombia, Chile, Ecuador, Estados Unidos, México, Panamá, Perú, Puerto Rico y Uruguay).
El 3er Campeonato Panamericano Junior de Taekwondo (3rd PATU Junior Championships) fue en Oranjestad, Aruba del 4 al 8 de octubre de 2005, contó con la presencia de 16 países (Antillas Neerlandesas, Argentina, Aruba, Brasil, Canadá, Colombia, Ecuador, El Salvador, Estados Unidos, Panamá, Perú, Puerto Rico, Trinidad y Tobago, Santa Lucía, Surinam, Venezuela).
El 4.º Campeonato Panamericano Junior de Taekwondo (4th PATU Junior Championships) se realizó en Daytona Beach, Estados Unidos del 4 al 8 de octubre de 2007, evento que contó con la presencia de 18 naciones (Aruba, Argentina, Brasil, Bolivia, Canadá, Colombia, Costa Rica, Chile, República Dominicana, El Salvador, México, Antillas Neerlandesas, Panamá, Perú, Puerto Rico, Islas Vírgenes, Trinidad y Tobago y Estados Unidos).
El 5.º Campeonato Panamericano Junior de Taekwondo se realizó en Sopo del 31 de mayo a 3 de junio.

## Ediciones
| Edición                                         | Año  | Sede           | País           |
| ----------------------------------------------- | ---- | -------------- | -------------- |
| 1er Campeonato Panamericano Junior de Taekwondo | 2001 | Viña del Mar   | Chile          |
| 2.º Campeonato Panamericano Junior de Taekwondo | 2003 | Río de Janeiro | Brasil         |
| 3er Campeonato Panamericano Junior de Taekwondo | 2005 | Oranjestad     | Aruba          |
| 4.º Campeonato Panamericano Junior de Taekwondo | 2007 | Daytona Beach  | Estados Unidos |
| 5.º Campeonato Panamericano Junior de Taekwondo | 2009 | San Salvador   | El Salvador    |
| 6.º Campeonato Panamericano Junior de Taekwondo | 2011 | Las Vegas      | Estados Unidos |
| 7.º Campeonato Panamericano Junior de Taekwondo | 2013 | Querétaro      | México         |